# Звонкий губно-зубной спирант
Зво́нкий гу́бно-зубно́й спира́нт (также звонкий губно-зубной фрикативный согласный) — один из согласных звуков, встречающийся в значительной части языков мира.
Обозначается знаком v в Международном фонетическом алфавите (МФА) и v в системе X-SAMPA.
В таких северногерманских языках, как датский, фарерский, исландский и норвежский звонкий губно-зубной спирант v употребляется в свободном варьировании с губно-зубным аппроксимантом ʋ. В ряде славянских языков и диалектов (русском, белорусском, лемковском, болгарском, нижнелужицком), а также в литовском и румынском языках отмечается палатализованный вариант vʲ.

## Характеристика
Звонкий губно-зубной спирант выделяется следующими характеристиками:
- по способу образования: фрикативный — образуется при прохождении воздушной струи через сужение в речевом тракте;
- по месту образования: губно-зубной (лабиодентальный) — образуется при образовании преграды нижней губой (активный орган), соприкасающейся или приближающейся к верхним зубам (пассивный орган);
- по типу фонации: звонкий — образуется при сведении, напряжении и колебании голосовых связок, активно участвующих в артикуляции;
- по положению мягкого нёба: ртовый — образуется при поднятом мягком нёбе, закрывающем проход воздуха в полость носа;
- по относительной силе шумовых составляющих[англ.]: шумный — образуется при преобладании шумовых составляющих над тоном;
- по месту прохождения воздушной струи: срединный[англ.] — образуется при прохождении воздушной струи вдоль полости рта;
- по способу формирования воздушного потока: пульмонический — образуется на вдохе или выдохе, совершаемом лёгкими.

## Примеры
| язык                       | язык                                      | слово             | МФА                  | значение             | примечание |
| -------------------------- | ----------------------------------------- | ----------------- | -------------------- | -------------------- | --- |
| абхазский                  | абхазский                                 | Европа            | [evˈropʼa]           | Европа               | см. статью Абхазская фонология |
| албанский                  | албанский                                 | valixhe           | [vaˈlidʒɛ]           | «случай»             | |
| английский                 | все диалекты                              | valve             | [væɫv]               | «клапан»             | см. статью Фонология английского языка                                                                                             |
| английский                 | афроамериканский английский               | breathe           | [bɹiːv]              | «дышать»             | не встречается в позиции начала слова, см. статью Переход th в f, v                                                                |
| английский                 | кокни                                     | breathe           | [bɹəi̯v]              | «дышать»             | не встречается в позиции начала слова, см. статью Переход th в f, v                                                                |
| арабский                   | алжирский                                 | كاڥي              | [kavi]               | «атаксия»            | см. статью Арабская фонология |
| арабский                   | мосульский (Сиирт)                        | ذهب               | [vaˈhab]             | «золото»             | см. статью Арабская фонология |
| армянский                  | восточноармянский                         | վեց               | МФА: [vɛtsʰ]о файле  | «шесть»              | |
| ассирийский новоарамейский | ассирийский новоарамейский                | ktava             | [kta:va]             | «книга»              | только в урмийском диалекте, используется наряду с [ʋ], соответствует [w] в других диалектах                                       |
| африкаанс                  | африкаанс                                 | wees              | [vɪəs]               | «быть»               | см. статью Фонология африкаанс |
| бай                        | южный (Дали)                              | [ŋv˩˧]            | [ŋv˩˧]               | «рыба»               | |
| болгарский                 | болгарский                                | вода              | [vɔda]               | «вода»               | см. статью Болгарская фонология |
| валлийский                 | валлийский                                | fi                | [vi]                 | «я»                  | см. статью Валлийская фонология |
| венгерский                 | венгерский                                | veszély           | [vɛseːj]             | «опасность»          | см. статью Венгерская фонология |
| вьетнамский                | вьетнамский                               | và                | [vaː˨˩]              | «и»                  | в южных диалектах, в свободном варьировании с [j], см. статью Вьетнамская фонология                                                |
| греческий                  | греческий                                 | βερνίκι / verníki | [ve̞rˈnici]           | «лак»                | см. статью Греческая фонология |
| грузинский                 | грузинский                                | ვიწრო             | [ˈvitsʼɾo]           | «узкий»              | |
| датский                    | литературный                              | véd               | [ve̝ːˀð̠˕ˠ]            | «знать»              | чаще заменяется на [ʋ], см. статью Датская фонология                                                                               |
| западнофризский            | западнофризский                           | weevje            | [ˈʋeɪ̯vjə]            | «плести»             | не встречается в позиции начала слова, см. статью Западнофризcкая фонология                                                        |
| иврит                      | иврит                                     | גב                | [ɡav]                | «назад»              | см. статью Фонология иврита |
| ирландский                 | ирландский                                | bhaile            | [vaːlə]              | «дом»                | см. статью Фонология ирландского языка                                                                                             |
| испанский                  | испанский                                 | afgano            | [ävˈɣ̞äno̞]            | «афганский»          | аллофон /f/ перед звонкими согласными, см. статью Испанская фонология                                                              |
| итальянский                | итальянский                               | avare             | [aˈvare]             | «скупые»             | см. статью Итальянская фонология                                                                                                   |
| кабардино-черкесский       | кабардино-черкесский                      | вагъуэ            | МФА: [vaːʁʷa]о файле | «звезда»             | соответствует [ʒʷ] в адыгейском языке                                                                                              |
| каталанский                | балеарский                                | viu               | [ˈviw]               | «живой»              | см. статью Каталанская фонология                                                                                                   |
| каталанский                | валенсийский                              | viu               | [ˈviw]               | «живой»              | см. статью Каталанская фонология                                                                                                   |
| китайский                  | сычуаньский                               | 五                | [v]                  | «пять»               | |
| китайский                  | у                                         | 饭                | [vɛ]                 | «приготовленный рис» | |
| македонский                | македонский                               | вода              | [vɔda]               | «вода»               | см. статью Македонская фонология                                                                                                   |
| мальтийский                | мальтийский                               | iva               | [iva]                | «да»                 | |
| немецкий                   | немецкий                                  | wächter           | [ˈvɛçtɐ]             | «охрана»             | см. статью Фонетика немецкого языка                                                                                                |
| нидерландский              | все диалекты                              | wraak             | [vraːk]              | «месть»              | аллофон /ʋ/ перед /r/, см. статью Нидерландская фонология                                                                          |
| нидерландский              | большинство диалектов и литературный язык | vreemd            | [vreːmt]             | «странный»           | часто оглушается в [f] носителями языка из Нидерландов, см. статью Нидерландская фонология                                         |
| норвежский                 | городской восточнонорвежский              | venn              | [ve̞nː]               | «друг»               | аллофон /ʋ/ перед паузой и в эмфатической речи см. статью Норвежская фонология                                                     |
| носу                       | носу                                      | ꃶ / vu           | [vu˧]                | «кишечник»           | |
| окситанский                | лимузенский                               | vol               | [vɔl]                | «полёт»              | см. статью Окситанская фонология                                                                                                   |
| окситанский                | овернский                                 | vol               | [vɔl]                | «полёт»              | см. статью Окситанская фонология                                                                                                   |
| окситанский                | провансальский                            | vol               | [vɔl]                | «полёт»              | см. статью Окситанская фонология                                                                                                   |
| персидский                 | западный (иранский)                       | ورزش              | [varzeʃ]             | «спорт»              | см. статью Персидская фонология |
| польский                   | польский                                  | wór               | МФА: [vur]о файле    | «мешок»              | см. статью Польская фонология |
| португальский              | португальский                             | vila              | [ˈvilɐ]              | «город»              | см. статью Фонология португальского языка                                                                                          |
| румынский                  | румынский                                 | val               | [väl]                | «волна»              | см. статью Румынская фонология |
| русинский                  | лемковский                                | вдiти             | [ˈvd̪ʲit̪ɪ]            | «надеть»             | |
| русский                    | русский                                   | волосы            | [ˈvʷo̞ɫ̪əs̪ɨ̞]           | «волосы»             | противопоставлен палатализованному корреляту [vʲ], вместо [v] может отмечаться произношение [ʋ], см. статью Русская фонетика       |
| сербохорватский            | сербохорватский                           | вода / voda       | [vɔ'da]              | «вода»               | см. статью Сербохорватская фонология                                                                                               |
| сефардский                 | сефардский                                | mueve             | [ˈmwɛvɛ]             | «девять»             | |
| словацкий                  | словацкий                                 | vzrast            | [vzräst]             | «рост»               | отмечается только в начале слога перед звонкими шумными согласными, обычно /v/ реализуется как [ʋ], см. статью Словацкая фонология |
| турецкий                   | турецкий                                  | vade              | [väːˈd̪ɛ]             | «срок оплаты»        | основной аллофон /v/, в некоторых случаях реализуется как [β ~ β̞], см. статью Турецкая фонология                                   |
| урду                       | урду                                      | ورزش              | [vəɾzɪʃ]             | «упражнение»         | см. статью Фонетика и фонология хиндустани                                                                                         |
| фарерский                  | фарерский                                 | veður             | [ˈveːʋuɹ]            | «речь»               | аллофон /v/ в позиции начала слова, отмечается в свободном варьировании с [ʋ], см. статью Фарерская фонология                      |
| французский                | французский                               | valve             | [valv]               | «клапан»             | см. статью Французская фонология                                                                                                   |
| хиндустани                 | хиндустани                                | व्रत               | [vrət̪]               | «быстро»             | см. статью Фонетика и фонология хиндустани                                                                                         |
| чеченский                  | чеченский                                 | вашa              | [vaʃa]               | «брат»               | |
| чешский                    | чешский                                   | voda              | [ˈvodä]              | «вода»               | см. статью Чешская фонология |
| чувашский                  | чувашский                                 | вилĕм             | ['vilɘm]             | «смерть»             | свободно варьируется с [ʋ] |
| шведский                   | шведский                                  | vägg              | [ˈvɛɡː]              | «стена»              | см. статью Шведская фонология |
| эве                        | эве                                       | evlo              | [évló]               | «он злой»            | |
| эсперанто                  | эсперанто                                 | vundo             | [ˈvundo]             | «рана»               | см. статью Фонология эсперанто |